# Giorgi Rekhviashvili
Giorgi Rekhviashvili (in georgiano გიორგი რეხვიაშვილი?; Rustavi, 1º febbraio 1988) è un calciatore georgiano, difensore del Sioni Bolnisi.

## Carriera

### Club
Rekhviashvili ha iniziato la sua carriera nell'Olimpi Rustavi. Fuori dalla Georgia ha giocato, tra le altre, anche con la squadra turca del Boluspor.

### Nazionale
Ha fatto il suo debutto con la nazionale georgiana il 23 gennaio 2017 in occasione di un'amichevole contro l'Uzbekistan.

## Palmarès

### Club

#### Competizioni nazionali
- Campionato georgiano: 1

Dinamo Batumi: 2023
- Coppa di Georgia: 1

Saburtalo Tbilisi: 2019
- Supercoppa di Georgia: 1

Dinamo Batumi: 2022